# Mel Rojas
Melquíades Rojas Medrano (Bajos de Haina, 10 de diciembre de 1966) es un ex lanzador dominicano que jugó en las Grandes Ligas de Béisbol durante 10 años desde 1990 a 1999. Jugó para los Expos de Montreal, Cachorros  de Chicago, Mets de Nueva York y Los Angeles Dodgers de la Liga Nacional; y los Tigres de Detroit de la Liga Americana.
Su mejor temporada fue en 1992, cuando registró un récord de 7-1 en 68 apariciones como relevista. Rojas tuvo una impresionante efectividad de 1.43 en 100.2 entradas, y un WHIP de 1.043. Rojas fue primeramente el respaldo del cerrador John Wetteland (37 salvamentos en 1992), pero Rojas fue capaz de acumular 10 salvados en la temporada.
El 11 de mayo de 1994, Rojas ponchó a tres bateadores en nueve lanzamientos en la novena entrada en una victoria de 4-3 sobre los Mets de Nueva York. Rojas se convirtió en el 19º lanzador de la Liga Nacional y el lanzador 28 en la historia de las Grandes Ligas en hacer 3 ponches en 9 lanzamientos consecutivos durante la mitad de una entrada.
Mel Rojas es sobrino de Felipe, Matty y Jesús Alou.
El hijo de Rojas, Mel Rojas Jr. fue seleccionado 84a en el Draft de 2010 de la MLB por los Piratas de Pittsburgh.
Rojas jugó para los Leones del Escogido en la Liga Dominicana donde formó parte de los títulos del equipo en 1989, 90 y 92. Además ha sido entrenador de bullpen del equipo.